# Sicilia (traghetto)
La Sicilia era una nave passeggeri appartenente alla Classe Regione, costruita con questo nome per la Tirrenia di Navigazione nel 1952. Convertita nel 1968 in traghetto ro-ro passeggeri, tornò in seguito in servizio per la Tirrenia fino al 1988, quando fu venduta per la demolizione.

## Caratteristiche

### Come nave passeggeri
In configurazione originale la Sicilia effettuava servizio misto merci-passeggeri. Poteva trasportare fino a un massimo di 560 passeggeri, i cui spazi erano divisi nelle tradizionali tre classi. Le sistemazioni a disposizione dei passeggeri comprendevano 30 cabine di prima classe (11 dei quali con servizi igienici privati), 33 cabine di seconda classe e 20 di terza classe turistica; erano poi presenti a bordo tre dormitori (uno per donne con 36 posti e due per uomini con 138 posti in totale) e due cabine dedicate ad eventuali detenuti e ai carabinieri della scorta. I posti letto totali erano 454. Gli spazi comuni per i passeggeri, progettati dal noto architetto Nino Zoncada, erano anch'essi separati per le tre classi: i passeggeri di prima e seconda classe avevano a disposizione un ristorante con 74 posti, un soggiorno - bar con 62 posti, una biblioteca e una sala da gioco, tutti ubicati sul ponte passeggiata, oltre ad un vestibolo con annesso ufficio turistico posizionato sul sottostante ponte di coperta. Sempre sul ponte di coperta erano posti il ristorante ed il soggiorno - bar di terza classe, rispettivamente con 82 e 50 posti Gli spazi di prima classe erano decorati con diverse opere d'arte di artisti contemporanei: la sala da pranzo fu decorata da Oscar Saccorotti, mentre sulla parete di fondo dello scalone fu posizionato un bassorilievo di Ettore Calvelli.
La nave era dotata di tre stive per il carico, con una capacità complessiva di 1470 m³, e di un garage, accessibile con scivoli mobili, che poteva ospitare fino a 6 automobili. La propulsione era assicurata da due eliche a passo variabile quadripala; sui due assi erano montati quattro motori Diesel FIAT 486 T a due tempi, che erogavano una potenza complessiva di 7 200 cavalli a 280 giri al minuto. La configurazione con due motori per asse fu scelta per garantire una maggiore flessibilità di utilizzo alla nave, in modo da poterla impiegare sia sulle linee principali servite dalla Tirrenia, sia su quelle secondarie, richiedenti velocità inferiori.
Nel 1959 la nave fu sottoposta a un primo intervento di ristrutturazione: gli spazi destinati a passeggeri ed equipaggio furono dotati di aria condizionata e fu montato un sistema di stabilizzatori antirollio.

### Come traghetto ro-ro
Alla fine degli anni '60, in risposta alla crescente domanda di trasporto di mezzi gommati e all'immissione in servizio, da parte di armatori privati, dei primi moderni traghetti ro-ro, la Sicilia fu sottoposta, insieme ad altre tre unità della sua classe, ad un profondo intervento di riconversione. Sul ponte principale fu inserito un garage per 8 semirimorchi da 12 metri e 50 automobili; un secondo garage, con capacità per altre 50 automobili e raggiungibile con un ascensore, fu ricavato al posto della seconda stiva di carico. Per consentire delle celeri operazioni di imbarco e sbarco dei veicoli gommati, furono montati un portellone a poppa e due laterali a prua. A poppa furono montate delle controcarene laterali, per aumentare la riserva di galleggiabilità e migliorare le caratteristiche di stabilità della nave.
Furono poi profondamente riviste le sistemazioni per i passeggeri: le cabine e i dormitori di terza classe furono aboliti, le cabine di prima classe passarono a 85 (tutte dotate di servizi igienici), quelle di seconda a 62 e furono aggiunte anche due sale con poltrone reclinabili, per un totale di 88 posti. I posti letto, poltrone comprese, aumentarono quindi a 479. Infine, i motori principali furono revisionati e dotati di un sistema di sovralimentazione; l'aumento di potenza servì a compensare l'aumento di dislocamento dell'unità dopo la trasformazione, in modo da mantenerne inalterata la velocità di servizio e non perdere di competitività rispetto ai traghetti privati.

## Servizio
La Sicilia era la prima unità di una serie di cinque navi passeggeri, le prime nuove costruzioni ordinate dalla Tirrenia dopo la Seconda Guerra Mondiale. Fu costruita presso il cantiere navale di Palermo, dove lo scafo fu impostato il 19 settembre 1950. La Sicilia fu varata l'11 maggio 1952 e tre mesi più tardi partì per le prove a mare, durante le quali mantenne la velocità media di 19,53 nodi per nove ore. Fu consegnata alla Tirrenia il 18 agosto 1952 ed entrò in servizio, il 9 settembre dello stesso anno,  sul collegamento Civitavecchia - Cagliari. Il 21 dicembre dello stesso anno fu spostata, insieme alla gemella Calabria, sulla linea Civitavecchia - Olbia. Tra giugno e luglio 1959 la nave fu requisita dal Ministero della Marina Mercantile, per far fronte a uno sciopero dei marittimi Finmare che aveva di fatto isolato la Sardegna.
Tra gennaio e maggio 1968 fu portata a Trieste per essere convertita in traghetto ro-ro, tornando in servizio per Tirrenia, dopo delle nuove prove a mare, il 25 maggio. Con l'ingresso in servizio delle nuove unità della Classe Poeta e della Classe Strade Romane, la nave divenne obsoleta e fu posta in disarmo. Nel marzo 1988 fu venduta per la demolizione ad un cantiere di Ortona.

## Navi gemelle
- Sardegna
- Calabria
- Campania Felix
- Lazio